# Rocquencourt (Oise)
Pour les articles homonymes, voir Rocquencourt.
Rocquencourt est une commune française située dans le département de l'Oise en région Hauts-de-France.

## Géographie

### Communes limitrophes
Rocquencourt est un village rural du plateau picard situé au rebord d'une vallée sèche, dans le département de l'Oise mais limitrophe de celui de  la Somme, qui se trouve à 11 km à l'ouest de Montdidier, à 35 km au nord-est de Beauvais et à une trentaine de kilomètres au sud-est d'Amiens.
| Quiry-le-Sec Somme | Coullemelle Somme      | Villers-Tournelle Somme |
| Rouvroy-les-Merles | Rocquencourt           |                         |
| Tartigny           | Le Mesnil-Saint-Firmin | Sérévillers             |

### Hydrographie
La commune est située dans le bassin Artois-Picardie. Elle n'est drainée par aucun cours d'eau.

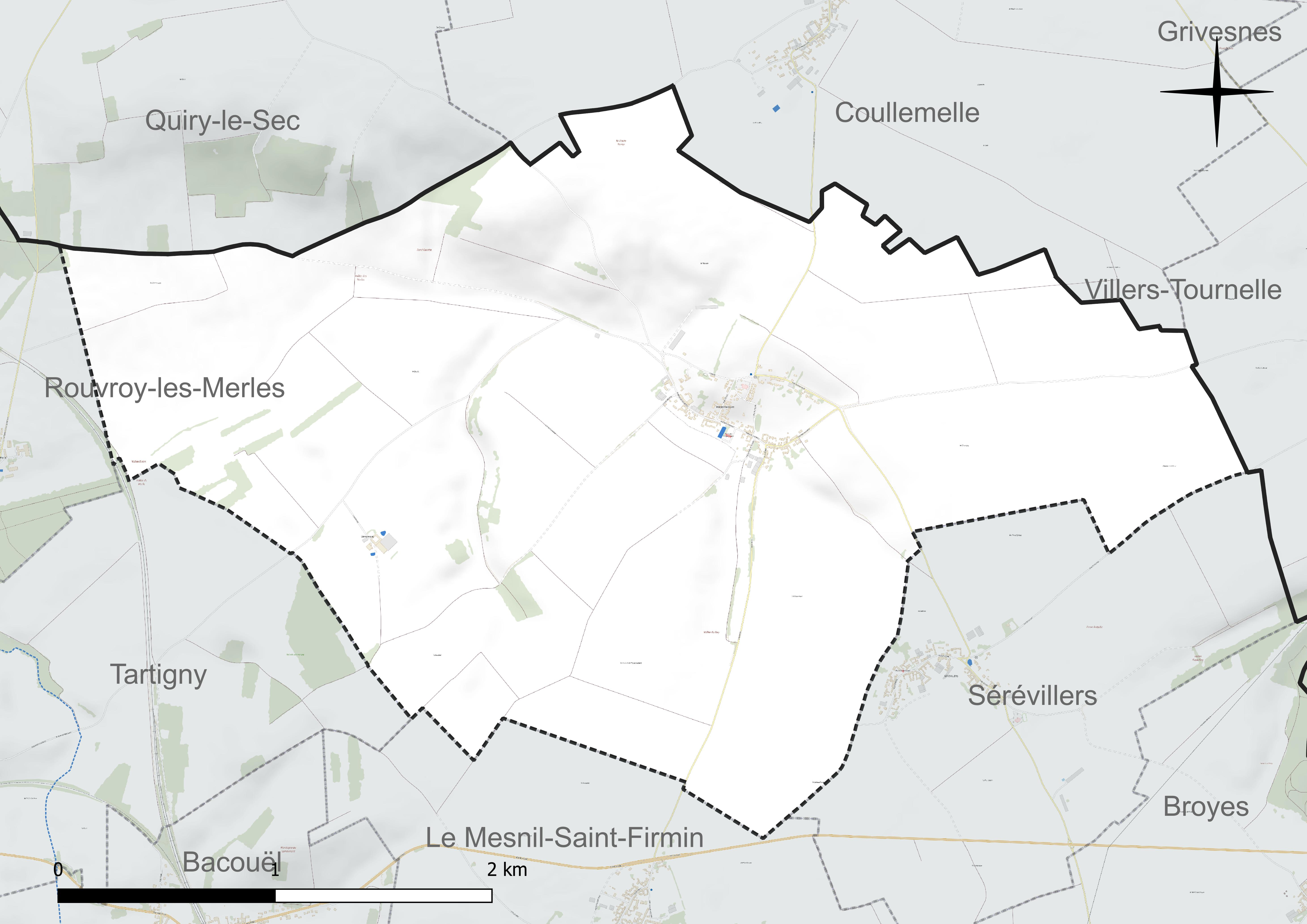
Réseau hydrographique de Rocquencourt.

### Climat
Pour des articles plus généraux, voir Climat des Hauts-de-France et Climat de l'Oise.
En 2010, le climat de la commune est de type climat océanique dégradé des plaines du Centre et du Nord, selon une étude du CNRS s'appuyant sur une série de données couvrant la période 1971-2000. En 2020, Météo-France publie une typologie des climats de la France métropolitaine dans laquelle la commune est exposée à un climat océanique et est dans la région climatique  Nord-est du bassin Parisien, caractérisée par un ensoleillement médiocre, une pluviométrie moyenne régulièrement répartie au cours de l'année et un hiver froid (3 °C). 
Pour la période 1971-2000, la température annuelle moyenne est de 10,3 °C, avec une amplitude thermique annuelle de 14,3 °C. Le cumul annuel moyen de précipitations est de 702 mm, avec 11,3 jours de précipitations en janvier et 8,1 jours en juillet. Pour la période 1991-2020, la température moyenne annuelle observée sur la station météorologique la plus proche, située sur la commune de Rouvroy-les-Merles à 4 km à vol d'oiseau, est de 10,7 °C et le cumul annuel moyen de précipitations est de 647,9 mm,. Pour l'avenir, les paramètres climatiques de la commune estimés pour 2050 selon différents scénarios d'émission de gaz à effet de serre sont consultables sur un site dédié publié par Météo-France en novembre 2022.
| Mois                                  | jan.           | fév.           | mars           | avril         | mai           | juin          | jui.           | août           | sep.          | oct.          | nov.             | déc.           | année      |
| ------------------------------------- | -------------- | -------------- | -------------- | ------------- | ------------- | ------------- | -------------- | -------------- | ------------- | ------------- | ---------------- | -------------- | ---------- |
| Température minimale moyenne (°C)     | 1,2            | 1,1            | 2,6            | 3,9           | 7,2           | 10            | 12             | 12             | 9,5           | 7,3           | 4,2              | 1,8            | 6,1        |
| Température moyenne (°C)              | 3,9            | 4,4            | 7              | 9,5           | 12,9          | 16            | 18,2           | 18,2           | 15,1          | 11,5          | 7,2              | 4,4            | 10,7       |
| Température maximale moyenne (°C)     | 6,6            | 7,7            | 11,5           | 15,2          | 18,6          | 21,9          | 24,5           | 24,5           | 20,6          | 15,6          | 10,3             | 7              | 15,3       |
| Record de froid (°C) date du record   | −18,6 07.01.09 | −12,9 07.02.12 | −11,5 13.03.13 | −6,6 07.04.21 | −3,2 03.05.21 | −2 05.06.1991 | 2,3 04.07.1990 | 2,1 08.08.1990 | −1,3 30.09.18 | −6,2 28.10.03 | −10,8 24.11.1998 | −17,2 18.12.10 | −18,6 2009 |
| Record de chaleur (°C) date du record | 15,2 27.01.03  | 20 24.02.1990  | 24,3 31.03.21  | 27,1 19.04.18 | 30,8 27.05.05 | 36,4 18.06.22 | 41,5 25.07.19  | 39,7 06.08.03  | 34,7 08.09.23 | 29,2 01.10.11 | 20,1 01.11.14    | 17 07.12.00    | 41,5 2019  |
| Précipitations (mm)                   | 52,4           | 42,9           | 46,1           | 43,2          | 57,4          | 54,2          | 59,7           | 58,1           | 49,1          | 57,8          | 57,2             | 69,8           | 647,9      |

## Urbanisme

### Typologie
Au 1er janvier 2024, Rocquencourt est catégorisée commune rurale à habitat dispersé, selon la nouvelle grille communale de densité à sept niveaux définie par l'Insee en 2022.
Elle est située hors unité urbaine et hors attraction des villes,.

### Occupation des sols
L'occupation des sols de la commune, telle qu'elle ressort de la base de données européenne d'occupation biophysique des sols Corine Land Cover (CLC), est marquée par l'importance des territoires agricoles (99,8 % en 2018), en augmentation par rapport à 1990 (96,1 %). La répartition détaillée en 2018 est la suivante : 
terres arables (92,9 %), zones agricoles hétérogènes (6,9 %), zones urbanisées (0,1 %). L'évolution de l'occupation des sols de la commune et de ses infrastructures peut être observée sur les différentes représentations cartographiques du territoire : la carte de Cassini (XVIIIe siècle), la carte d'état-major (1820-1866) et les cartes ou photos aériennes de l'IGN pour la période actuelle (1950 à aujourd'hui).

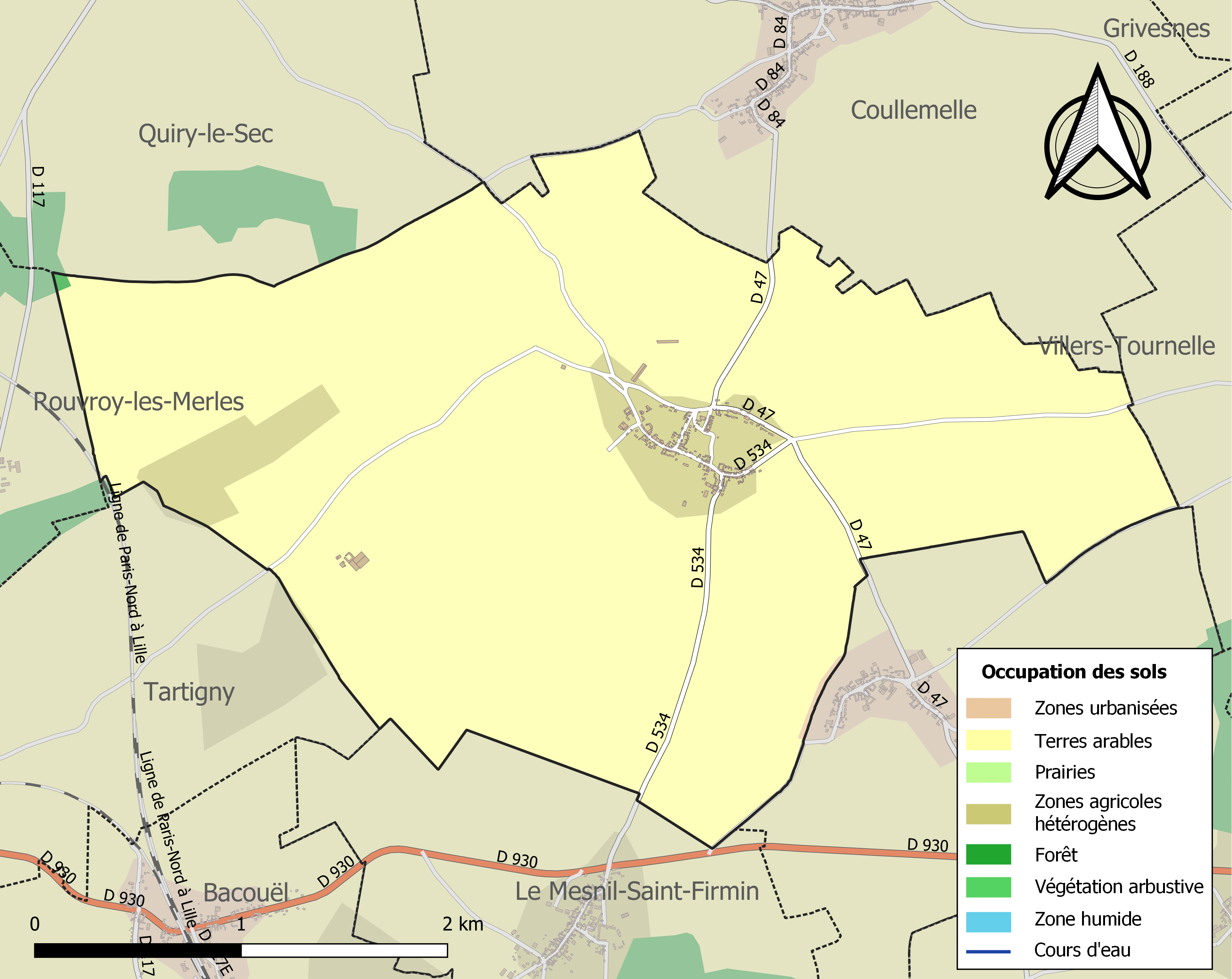
Carte des infrastructures et de l'occupation des sols de la commune en 2018 (CLC).

### Voies de communication et transports
Rocquencourt est aisément accessible par l'ex-RN 30 (actuelle RD 930), qui tangente le sud du territoire communal.
La gare la plus proche est celle de Breteuil-Embranchement, située sur la commune de Bacouël et desservie par des trains TER Hauts-de-France, qui effectuent des missions entre les gares de Paris-Nord et Amiens.
La commune est desservie, en 2023, par les lignes 619, 624, 6122 et 6304 du réseau interurbain de l'Oise.

## Toponymie
La localité a été désignée comme Boquencourt, Rokeneourt (Rochecartis, Roconis curtis , Rochencurtis en 1105, Roca in caria).
Cela désignerait le « domaine de Roccon », un nom de personne germanique[réf. nécessaire].

## Histoire

### Moyen-Âge
La seigneurie est citée depuis le XIIe siècle.
Selon Louis Graves, « La terre de Bocquencourt qui appartint à l'ancienne maison de Conty, relevait du fief des grandes tournelles de Montdidier, possédé par la maison de Soyécourt qui jouissait ici d'un droit de travers[C'est-à-dire ?].
Une autre partie du pays constituait un hôpital dépendant de la commanderie de Framicourt près Montdidier ».

### Époque moderne
En 1641, François de Gaudechart seigneur de Querrieu, devient seigneur de Rocquencourt par son mariage avec Françoise de Conty, fille d'Antoine de Conty, seigneur de Rocquencourt. La seigneurie de Rocquencourt consiste en un droit de terrage sur 800 journaux (300 hectares environ) de terre cédé par le prieur de l'abbaye Saint-Pierre de Corbie, par un bail perpétuel au seigneur de Rocquencourt le 14 septembre 1469. Les deux seigneuries resteront liées jusqu'en 1789.
Litige avec l'abbaye de Corbie
"Selon un factum établi par les Religieux de l'abbaye de Corbie contre François de Gaudechart, marquis de Querrieu le 19 septembre 1682, ledit seigneur de Querrieu, non content de jouir de ladite seigneurie qui lui rapporte plus de 2 000 Livres de rente, s'est avisé en 1681, de faire un procès aux religieux pour leur ôter un droit de champart qu'ils perçoivent sur 250 journaux (100 hectares) des terres de Rocquencourt et à la restitution des fruits depuis 29 ans. Les religieux accusent ledit seigneur de produire de fausses pièces et d'être d'une mauvaise foi évidente comme ses prédécesseurs, demandent qu'il soit condamné de se désister de l'occupation indue qu'il fait de la terre et Seigneurie de Rocquencourt à eux appartenant, leur en restituer les fruits avec l'intérêt et aux dépens.". À l'issue du procès, François de Gaudechart est demeuré seigneur de Rocquencourt.

### Première Guerre mondiale
Un film tourné par Weber en 1918 et des photos d'Ernest Baguet conservés par l'ECPAD comprennent des scènes de Rocquencourt, lors de l'offensive Michael.
Lors de la guerre, le village a subi des destructions et a reçu la Croix de guerre 1914-1918 le 21 février 1921,.

## Politique et administration

### Rattachements administratifs et électoraux
La commune se trouve dans l'arrondissement de Clermont du département de l'Oise. Pour l'élection des députés, elle fait partie de la première circonscription de l'Oise.
Elle faisait partie depuis 1801 du canton de Breteuil. Dans le cadre du redécoupage cantonal de 2014 en France, la commune rejoint le canton de Saint-Just-en-Chaussée, qui n'est plus qu'une circonscription électorale.

### Intercommunalité
La commune faisait partie de la communauté de communes des Vallées de la Brèche et de la Noye créée fin 1992.
Dans le cadre des dispositions de la loi portant nouvelle organisation territoriale de la République (Loi NOTRe) du 7 août 2015, qui prévoit que les établissements publics de coopération intercommunale (EPCI) à fiscalité propre doivent avoir un minimum de 15 000 habitants, le préfet de l'Oise a publié en octobre 2015 un projet de nouveau schéma départemental de coopération intercommunale, qui prévoit la fusion de plusieurs intercommunalités, et notamment celle de Crèvecœur-le-Grand (CCC) et celle des Vallées de la Brèche et de la Noye (CCVBN), soit une intercommunalité de 61 communes pour une population totale de 27 196 habitants.
Après avis favorable de la majorité des conseils communautaires et municipaux concernés, cette intercommunalité dénommée communauté de communes de l'Oise picarde et dont la commune est désormais membre, est créée au 1er janvier 2017.

### Liste des maires
| Période                                  | Période                     | Identité          | Étiquette | Qualité                                                |
| ---------------------------------------- | --------------------------- | ----------------- | --------- | ------------------------------------------------------ |
| Les données manquantes sont à compléter. |                             |                   |           |                                                        |
| 1983                                     | 2014                        | Christian Boitel  |           | Agriculteur Président du syndicat scolaire ( ? → 2014) |
| 2014                                     | En cours (au 29 avril 2020) | Philippe Guilbert |           | Fonctionnaire                                          |

## Population et société

### Démographie

#### Évolution démographique
L'évolution du nombre d'habitants est connue à travers les recensements de la population effectués dans la commune depuis 1793. Pour les communes de moins de 10 000 habitants, une enquête de recensement portant sur toute la population est réalisée tous les cinq ans, les populations de référence des années intermédiaires étant quant à elles estimées par interpolation ou extrapolation. Pour la commune, le premier recensement exhaustif entrant dans le cadre du nouveau dispositif a été réalisé en 2007.

En 2022, la commune comptait 188 habitants, en évolution de −3,09 % par rapport à 2016 (Oise : +0,87 %, France hors Mayotte : +2,11 %).
| 1793 | 1800 | 1806 | 1821 | 1831 | 1836 | 1841 | 1846 | 1851 |
| ---- | ---- | ---- | ---- | ---- | ---- | ---- | ---- | ---- |
| 414  | 408  | 447  | 468  | 522  | 508  | 505  | 490  | 526  |

| 1856 | 1861 | 1866 | 1872 | 1876 | 1881 | 1886 | 1891 | 1896 |
| ---- | ---- | ---- | ---- | ---- | ---- | ---- | ---- | ---- |
| 519  | 510  | 450  | 408  | 391  | 397  | 366  | 346  | 344  |

| 1901 | 1906 | 1911 | 1921 | 1926 | 1931 | 1936 | 1946 | 1954 |
| ---- | ---- | ---- | ---- | ---- | ---- | ---- | ---- | ---- |
| 312  | 267  | 271  | 221  | 252  | 238  | 217  | 199  | 203  |

| 1962 | 1968 | 1975 | 1982 | 1990 | 1999 | 2006 | 2007 | 2012 |
| ---- | ---- | ---- | ---- | ---- | ---- | ---- | ---- | ---- |
| 192  | 155  | 120  | 118  | 130  | 161  | 179  | 182  | 193  |

| 2017 | 2022 | - | - | - | - | - | - | - |
| ---- | ---- | - | - | - | - | - | - | - |
| 197  | 188  | - | - | - | - | - | - | - |

#### Pyramide des âges
La population de la commune est relativement jeune.
En 2018, le taux de personnes d'un âge inférieur à 30 ans s'élève à 41,6 %, soit au-dessus de la moyenne départementale (37,3 %). À l'inverse, le taux de personnes d'âge supérieur à 60 ans est de 19,8 % la même année, alors qu'il est de 22,8 % au niveau départemental.
En 2018, la commune comptait 96 hommes pour 100 femmes, soit un taux de 51,02 % de femmes, légèrement inférieur au taux départemental (51,11 %).
Les pyramides des âges de la commune et du département s'établissent comme suit.
| Hommes | Classe d’âge | Femmes |
| ------ | ------------ | ------ |
| 2,1    | 90 ou +      | 1,0    |
| 5,2    | 75-89 ans    | 9,9    |
| 10,4   | 60-74 ans    | 10,9   |
| 22,9   | 45-59 ans    | 14,9   |
| 22,9   | 30-44 ans    | 16,8   |
| 16,7   | 15-29 ans    | 22,8   |
| 19,8   | 0-14 ans     | 23,8   |

| Hommes | Classe d’âge | Femmes |
| ------ | ------------ | ------ |
| 0,5    | 90 ou +      | 1,4    |
| 5,5    | 75-89 ans    | 7,6    |
| 15,6   | 60-74 ans    | 16,3   |
| 20,8   | 45-59 ans    | 20     |
| 19,4   | 30-44 ans    | 19,4   |
| 17,6   | 15-29 ans    | 16,2   |
| 20,6   | 0-14 ans     | 19,1   |

### Enseignement
Les enfants de la commune sont scolarisés depuis la rentrée 2016 dans une école neuve située à Bacouel (sept classes et une restauration scolaire), qui constitue le regroupement pédagogique concentré (RPC) de Bacouel, Tartigny, Le Mesnil-Saint-Firmin, Rocquencourt, Sérivillers, Broyes et Plainville.

### Commerces
La commune n'a plus de commerces de proximité. La municipalité a favorisé la mise en place d'un distributeur automatique de pain frais près de la mairie au début 2020, qui a prouvé toute son utilité lors du confinement de 2020.

## Culture locale et patrimoine

### Lieux et monuments
- Église Notre-Dame : le portail en plein cintre et le chœur sont de style roman et datent des années 1200. Le clocher et la nef à chevet polygonal datent du XVIe siècle. Après les destructions de la guerre de Cent Ans, la nef est reconstruite avec des bas-côtés dans le style gothique flamboyant. Deux chapelles seigneuriales se trouvent de part et d'autre des bas-côtés. Le clocher est en briques[33].

L'autel-retable est remarquable et les fonts baptismaux sont classés monument historique.
- Croix, à l'angle des routes de Sérévillers et du Mesnil-Saint-Firmin.
- Croix, route du Mesnil-Saint-Firmin.

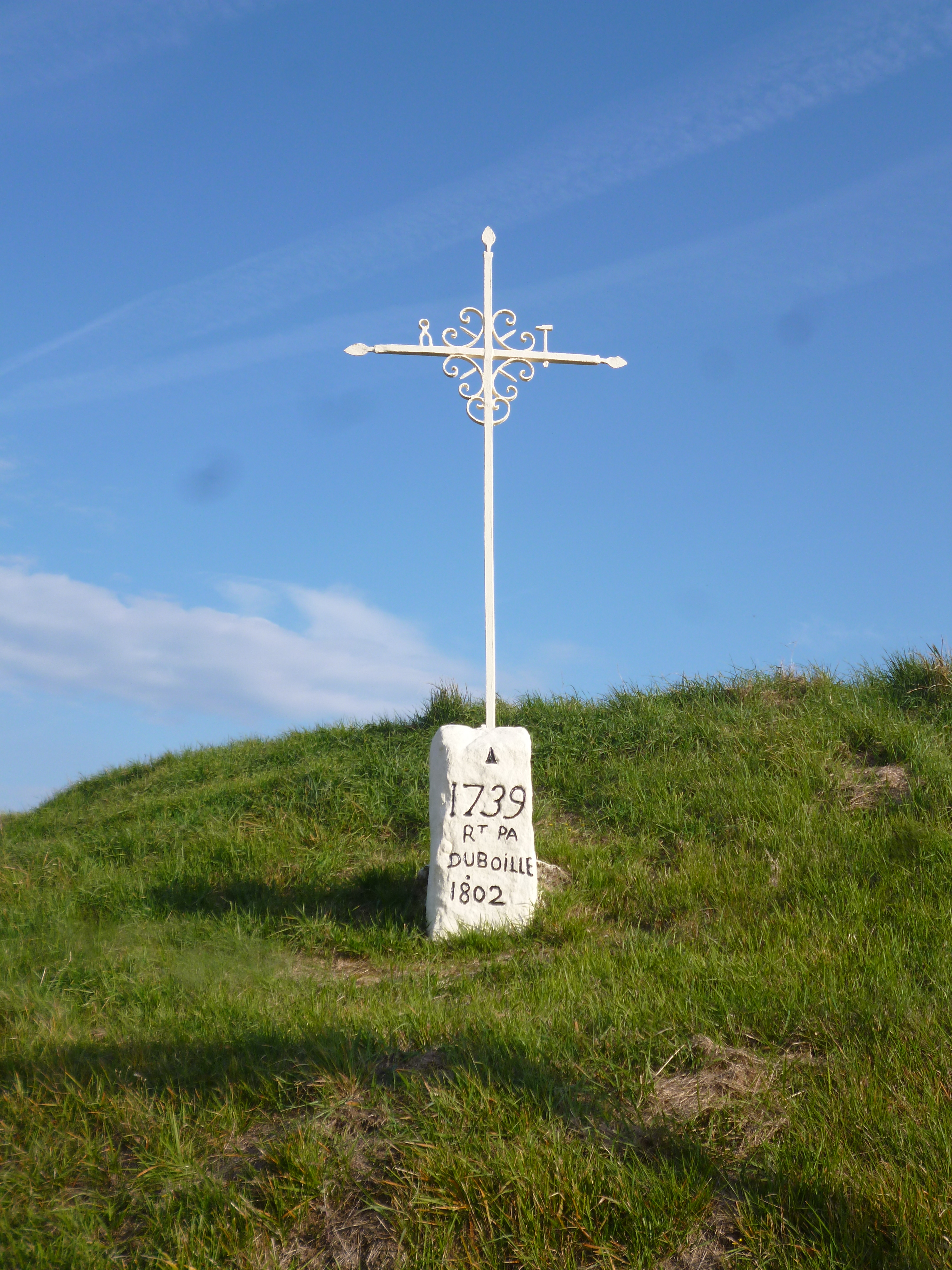
Plusieurs croix de chemin.
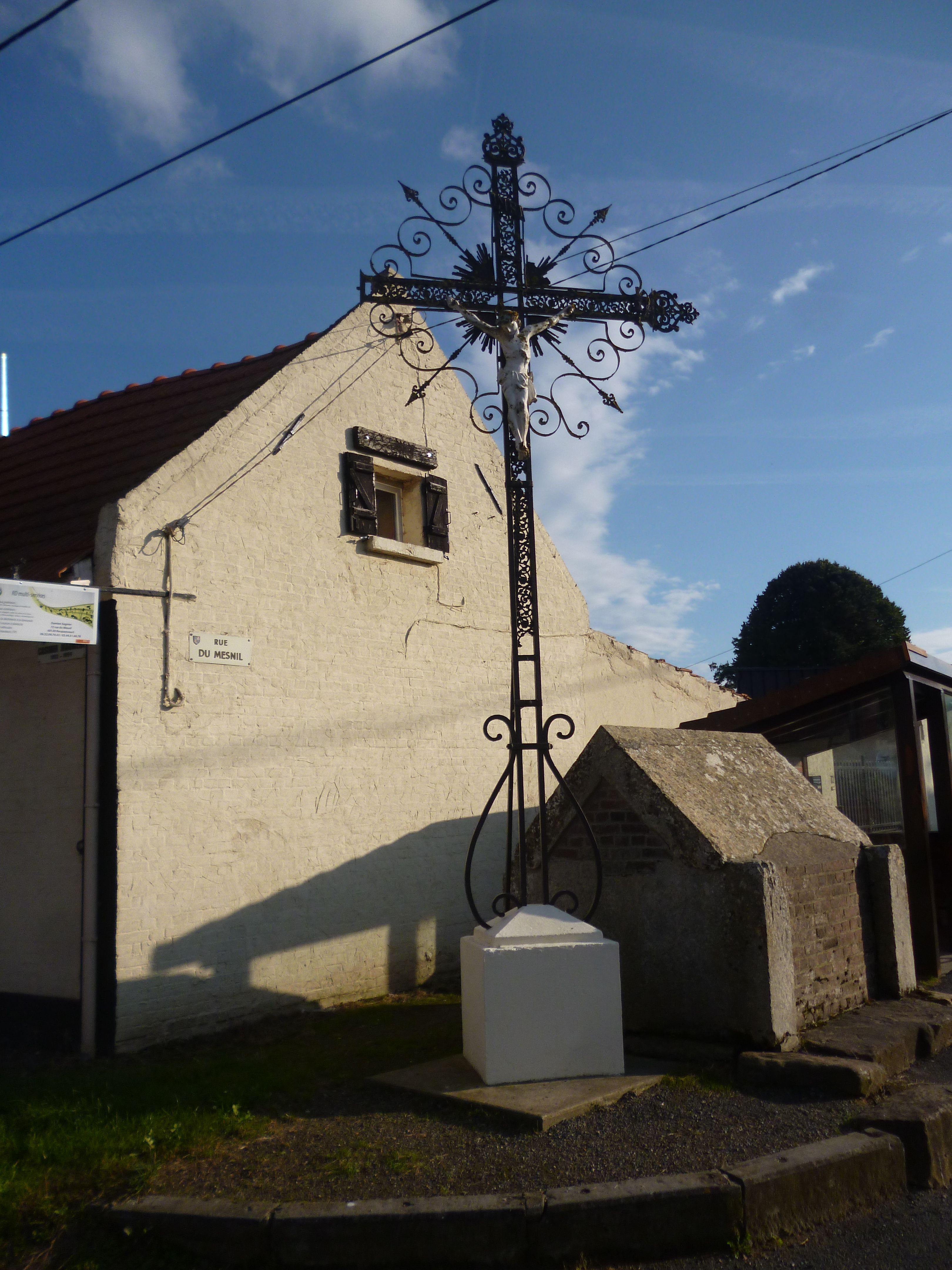
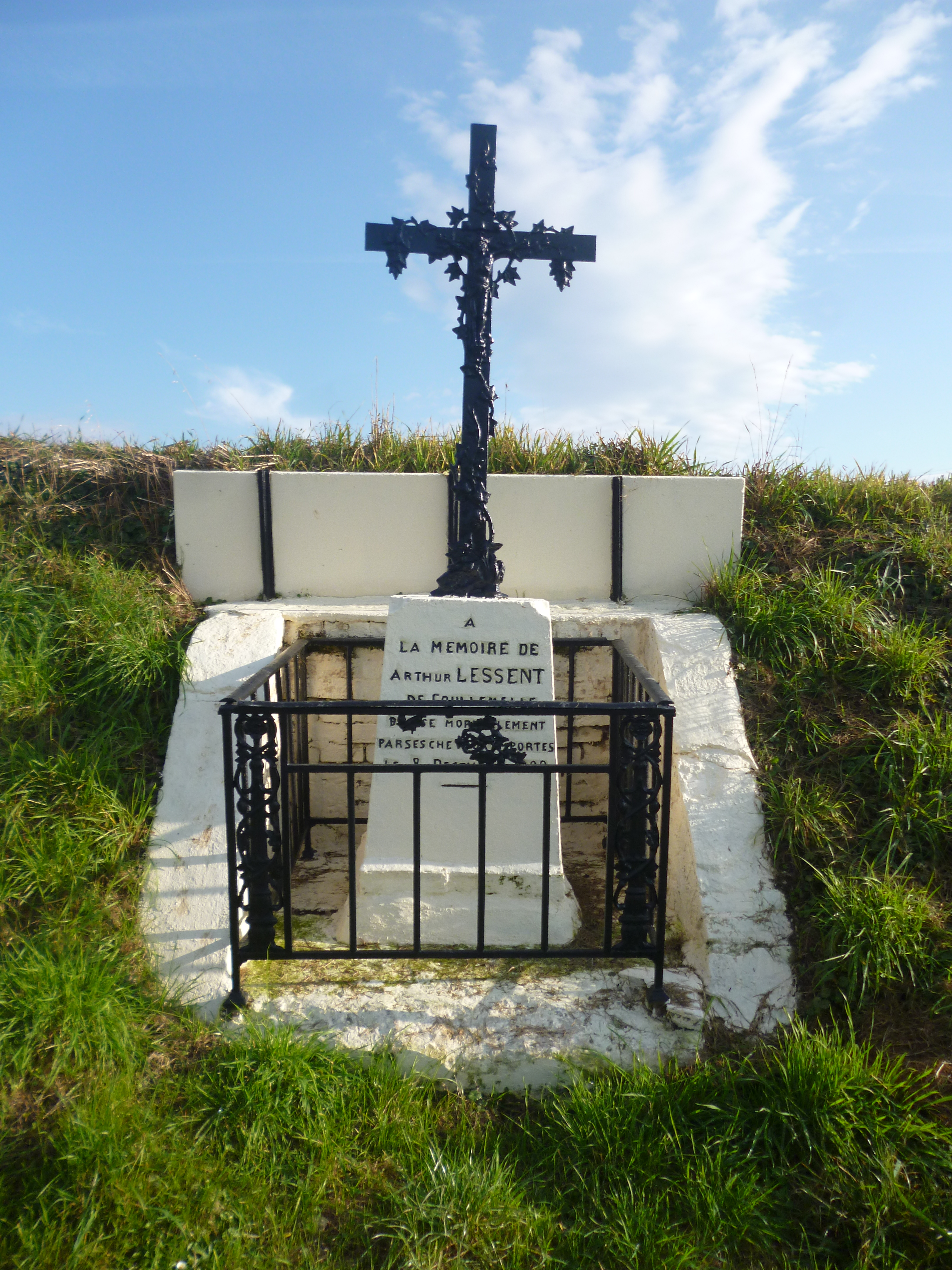